# Festival de la Canción de la UAR
El Festival de la Canción de la UAR (oficialmente en inglés ABU Song Festival, evento conocido anteriormente como Festival de la Canción de Asiavisión y Our Sound - The Asia-Pacific Song Contest) es un evento musical basado en el Festival de la Canción de Eurovisión, que adapta el formato a la región Asia-Pacífica. El formato consta de dos espectáculos, el Festival Televisivo (oficialmente ABU TV Song Festival) y el Festival Radiofónico (oficialmente ABU Radio Song Festival).
La Unión Asia-Pacífica de Radiodifusión (UAR), adquirió los derechos del Unión Europea de Radiodifusión, creadora del Festival de la Canción de Eurovisión, para la celebración de un festival de canciones similar al de la UER en el ámbito de Asia y Oceanía. La primera edición de los festivales se celebró en Seúl, Corea del Sur el 11 y el 14 de octubre de 2012, coincidiendo con la 49.ª Asamblea General de la UAR. 
Tanto en el festival de televisión como en el de radio, los países participantes presentan canciones que son interpretadas en directo.

## Historia
El concepto fue anunciado originalmente en 2007, cuando la Unión Europea de Radiodifusión, entidad organizadora del Festival de la Canción de Eurovisión, anunció la venta del formato a la empresa Asiavision Pte Limited, la cual proyectaba crear un festival similar en Asia. Al contrario del Festival de Eurovisión, producido por televisiones públicas, el festival asiático iba a ser organizado en un principio por una empresa privada. 
El nombre original del evento iba a ser Asiavision Song Contest (Festival de la Canción de Asiavisión), pero se renombró como Our Sound - The Asia-Pacific Song Contest tras un acuerdo entre la empresa Asiavision Pte Limited y la Unión Asia-Pacífica de Radiodifusión (UAR).
Inicialmente, se había previsto estrenar el festival en 2009. Posteriormente, se retrasó a 2010, pero no llegó a celebrarse.
El ocho de noviembre de 2011, los delegados de la UAR que se habían reunido en su 48.ª Asamblea General en Nueva Delhi (India) acordaron poner en marcha el proyecto coincidiendo con la celebración de la asamblea general que se celebraría en octubre de 2012 en Seúl (Corea del Sur). Kenny Kihyung Bae, elegido para ser el director del proyecto, asistió al Festival de la Canción de Eurovisión 2012 en Bakú, Azerbaiyán para poner en marcha el proyecto en Asia y Oceanía.
Finalmente, en mayo de 2012, la UAR confirmó la celebración de los festivales en Seúl el 11 y el 14 de octubre de 2012.

## Formato
El evento está dividido en dos festivales de la canción, el Festival Televisivo de la Canción de la UAR y Festival Radiofónico de la Canción de la UAR. El Festival Radiofónico fue en origen un concurso en el que un jurado determina los cinco primeros premios, mientras que el Festival Televisivo no tiene carácter competitivo. La final de la primera edición del Festival Radiofónico se celebró en Seúl el 11 de octubre de 2012 con la participación de 16 países. El país ganador de esta primera edición fue el anfitrión, Corea del Sur, representado por Bily Acoustie con la canción "For a rest".
El primer Festival Televisivo se celebró asimismo en Seúl tres días después, el 14 de octubre de 2012, con la participación de 11 países.
La organización de la segunda edición del Festival Televisivo fue asignada a Vietnam, que celebraría el evento el 26 de octubre de 2013 en Hanói, la capital del país.
La segunda edición del festival radiofónico no se celebró en cambio hasta mayo de 2014, en Colombo, Sri Lanka, perdiendo su carácter competitivo. La organización de la tercera edición del Festival Televisivo del mismo año fue asignada a Macao. La cuarta edición del festival televisivo fue asignada a Turquía.

### Festival Televisivo de la Canción de la UAR
| Año  | Ciudad   | País          | Participantes | Países debutantes                                                                                               |
| ---- | -------- | ------------- | ------------- | --- |
| 2012 | Seúl     | Corea del Sur | 11            | Afganistán, Australia, China, Corea del Sur, Hong Kong, Indonesia, Japón, Malasia, Singapur, Sri Lanka, Vietnam |
| 2013 | Hanói    | Vietnam       | 15            | Brunéi, Irán, Kirguistán, Tailandia                                                                             |
| 2014 | Macao    | Macao         | 12            | Macao, Maldivas, Turquía                                                                                        |
| 2015 | Estambul | Turquía       | 12            | India, Kazajistán                                                                                               |
| 2016 | Yakarta  | Indonesia     | 12            | Túnez |
| 2017 | Chengdu  | China         | 14            | Turkmenistán, Zambia                                                                                            |
| 2018 | Asjabad  | Turkmenistán  | 16            | Benín, Rusia, Uzbekistán                                                                                        |
| 2019 | Shibuya  | Japón         | 11            | |
| 2020 | Hanói    | Vietnam       |               | |

### Festival Radiofónico de la Canción de la UAR
| Año  | Organización | Organización  | Organización  | Canción Ganadora | Canción Ganadora | Canción Ganadora | Canción Ganadora |           |
| Año  | Ciudad       | País          | Participantes | Título           | Idioma           | Artista          | País             |           |
| ---- | ------------ | ------------- | ------------- | ---------------- | ---------------- | ---------------- | ---------------- | --------- |
| 2012 | Seúl         | Corea del Sur | 14            | "For a rest"     | Coreano          | Bily Acoustie    | Corea del Sur    |           |
| 2014 | Colombo      | Sri Lanka     | 12            | No competitivo   | No competitivo   | No competitivo   | No competitivo   |           |
| 2015 | Rangún       | Birmania      | 9             | No competitivo   | No competitivo   | No competitivo   | No competitivo   |           |
| 2016 | Pekín        | China         | 14            | No competitivo   | No competitivo   | No competitivo   | No competitivo   |           |
| 2017 | cancelado    | cancelado     | cancelado     | cancelado        | cancelado        | cancelado        | cancelado        | cancelado |
| 2018 | Nur-Sultán   | Kazajistán    | 10            | No competitivo   | No competitivo   | No competitivo   | No competitivo   |           |
| 2019 | Daca         | Bangladés     |               |                  |                  |                  |                  |           |

### Certamen Televisivo de la Canción de la UAR
El Certamen ABU de la Canción de Asia-Pacífico (ABU Asia-Pacific Song Contest en inglés) es un futuro festival competitivo de la canción que se celebrará por primera vez a principios del año 2018. La creación de este festival competitivo, fue acordada por el canal de televisión privado chino Hunan TV y por la Unión Asiática de Radiodifusión.
| Año  | Organización | Organización | Organización | Organización   | Canción Ganadora | Canción Ganadora | Canción Ganadora | Canción Ganadora | Países debutantes |
| Año  | Fecha        | Ciudad       | País         | Participantes  | Título           | Idioma           | Artista          | País             | Países debutantes |
| ---- | ------------ | ------------ | ------------ | -------------- | ---------------- | ---------------- | ---------------- | ---------------- | ----------------- |
| 2018 | TBA          | TBA          | TBA          | 1 (de momento) |                  |                  |                  |                  | Australia         |